# Ich habe genug
Ich habe genug (in tedesco, "Ho abbastanza") BWV 82 è una cantata di Johann Sebastian Bach.
Fu scritta a Lipsia per la festa della purificazione di Maria (o Presentazione al Tempio) del 2 febbraio 1727.
Il pezzo fu scritto per basso solista, oboe, archi e basso continuo. Esiste una seconda versione lievemente modificata(BWV 82a) con la parte dell'oboe affidata al flauto traverso e la parte del basso trascritta pel soprano.
Il pezzo si articola in 5 movimenti:
- Aria: "Ich habe genug"
- Recitativo: "Ich habe genug"
- Aria: "Schlummert ein, ihr matten Augen"
- Recitativo: "Mein Gott! Wenn kömmt das Schöne: Nun!"
- Aria: "Ich freue mich auf meinen Tod" .